# Озеро (Волынская область)
О́зеро (укр. Озеро) — село в Киверцовской городской общине Луцкого района Волынской области Украине.
До 2020 года входило в Киверцовский район.
Код КОАТУУ — 0721884801. Население по переписи 2001 года составляет 690 человек. Почтовый индекс — 45222. Телефонный код — 3365. Занимает площадь 3,616 км².